# معماری برج خرف خانه
بقایای معماری برج خرف خانه در سی سخت، غرب شهر، بر روی تپه من کوه واقع شده و این اثر در تاریخ ۲۴ فروردین ۱۳۸۲ با شمارهٔ ثبت ۸۲۹۲ به‌عنوان یکی از آثار ملی ایران به ثبت رسیده است.